# Chaoyangsauridae

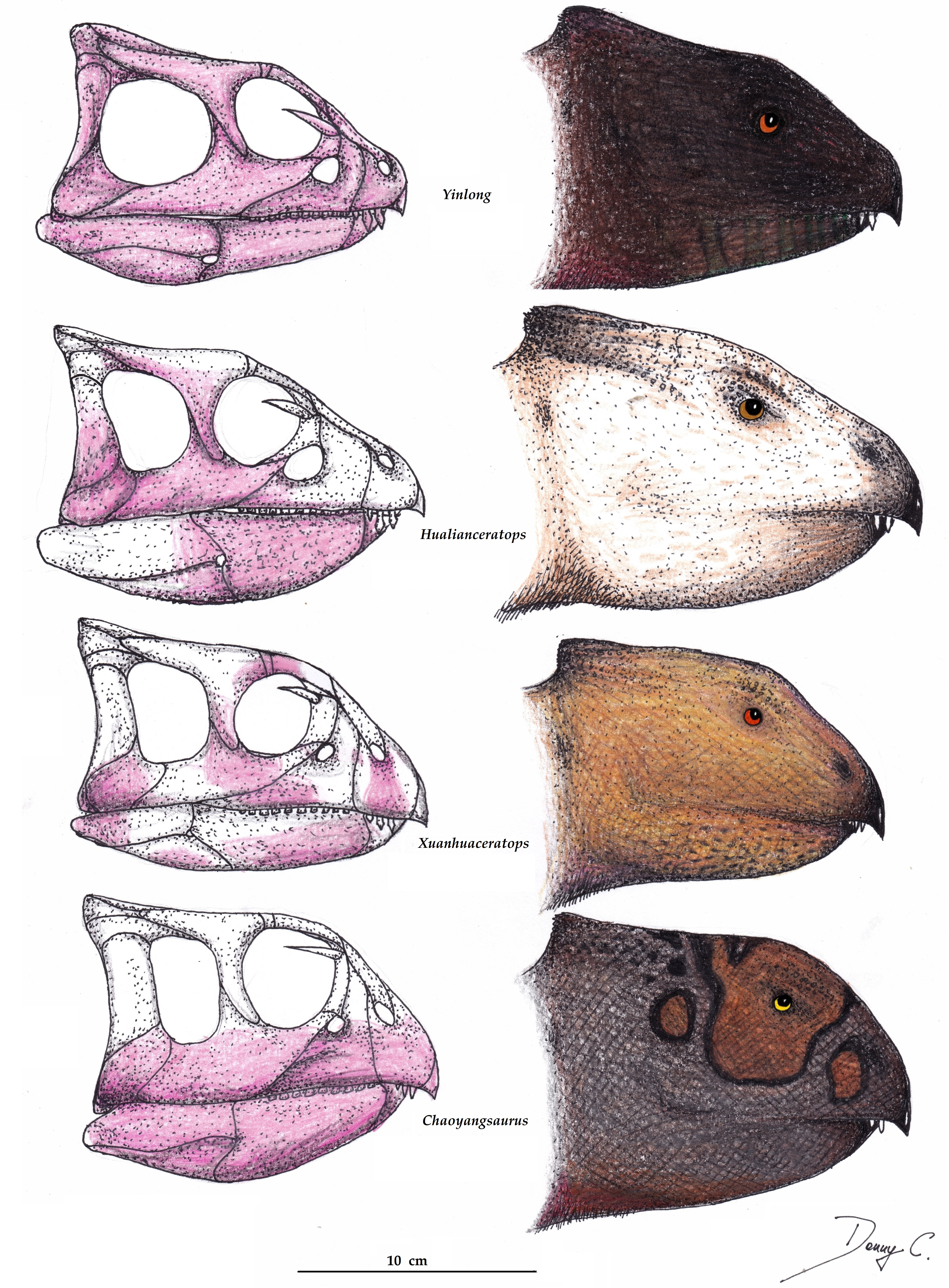
Chaoyangsauridae; de ogen zijn wat te klein afgebeeld en de telling van de premaxillaire tanden klopt niet

De Chaoyangsauridae zijn een groep ornithischische dinosauriërs die behoren tot de Ceratopia.
In 1983 benoemde Zhao Xijin een familie Chaoyoungsauridae. Deze naam was echter ongeldig omdat een geldig typegenus ontbrak.
In 2006 benoemde Zhao Xijin, de naam aanpassend, een familie Chaoyangsauridae om Chaoyangsaurus een plaats te geven; het geslacht werd het typegenus van de familie. Tegelijkertijd werd een klade Chaoyangsauridae gedefinieerd als de groep bestaande uit Chaoyangsaurus youngi en alle soorten nauwer verwant aan Chaoyangsaurus dan aan Psittacosaurus mongoliensis of Triceratops horridus.
In 2015 werden verschillende synapomorfieën vastgesteld, gedeelde nieuwe kenmerken. Bij de binnenste trog van het onderste kaakgewricht bevindt zich een halfcirkelvormig uitsteeksel. Het squamosum heeft een plat bovenvlak en een steelvormige tak naar het quadratum toe. De gewrichtsknobbels van het quadratum worden verdeeld door een diepe trog. De onderrand van het angulare is zijwaarts verbreed tot een richel met een duidelijke uitholling erboven. Het predentarium van de onderkaken is gereduceerd en veel kleiner dan het profiel van de rand van de praemaxilla van de bovenkaak. De bovenrand en de onderrand van het dentarium naderen elkaar naar voren toe over meer dan een vijfde van de hoogte.
Mogelijke andere chaoyandsauriden zijn Xuanhuaceratops, Yinlong en Hualianceratops. Het betreft zeer basale Ceratopia uit de late Jura van Aziê. In sommige analyses valt Yinlong uit als een eerdere tak. Ze zijn kleine, misschien nog facultatief tweevoetige, planteneters met een relatief grote spitse kop en zware onderkaken. Het schedeldak is, als bij andere Marginocephalia, naar achteren uitgegroeid.
De Chaoyangsauridae zijn een mogelijke zustergroep van de Psittacosauridae. Ze kunnen ook basaler staan of just basaal in de Neoceratopia.